# Съедобные птичьи гнёзда

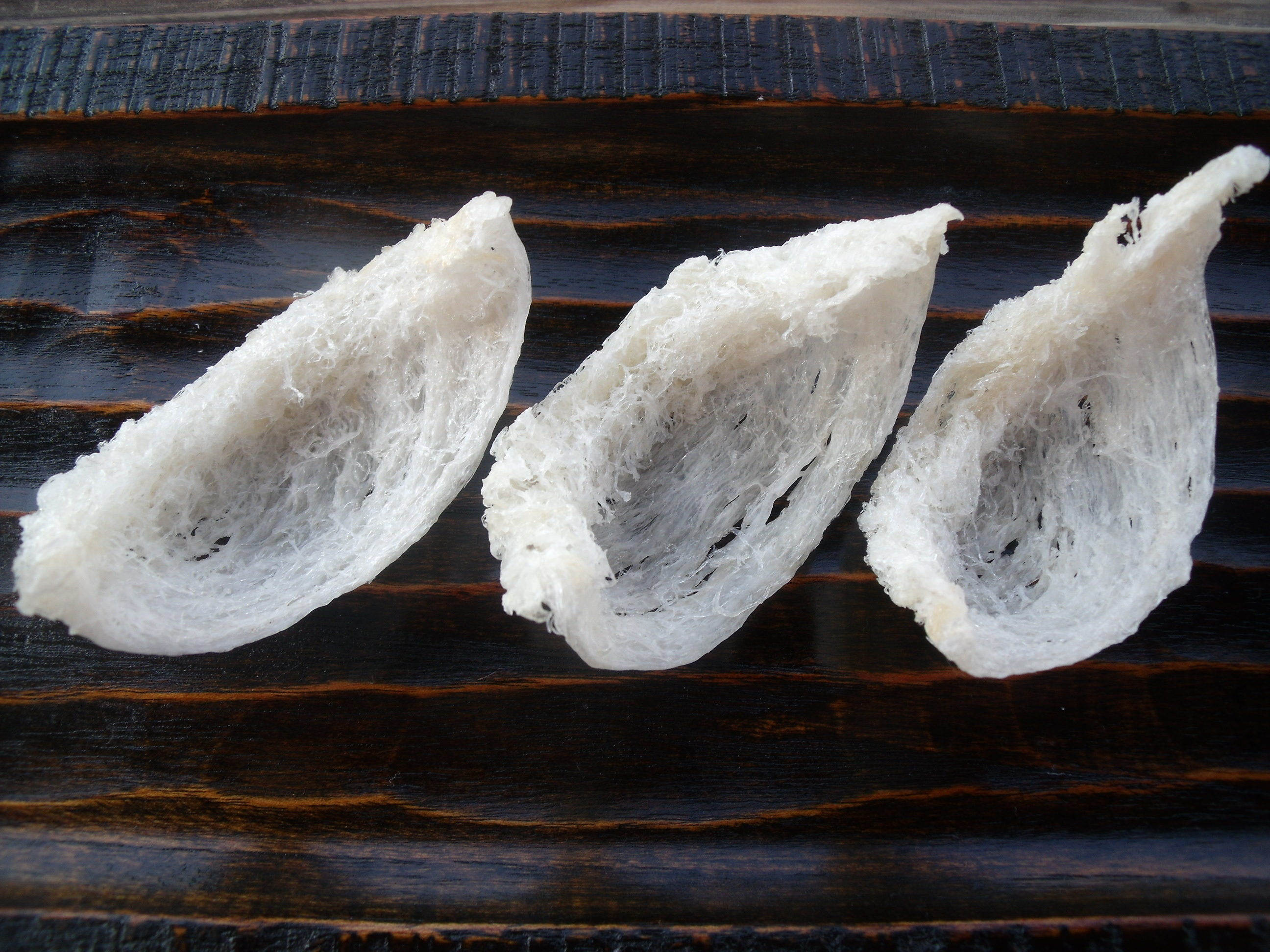
Съедобные гнёзда

Съедобные птичьи гнёзда, «ласточкины гнёзда» — гнёзда некоторых видов саланган, обитающих в странах Юго-Восточной Азии, в основном на Малайском архипелаге: Индонезии, Малайзии, Таиланде, Филиппинах и Вьетнаме. Их стоимость доходит до 2300 долларов за килограмм. Другие виды добавляют к слюне перья, поэтому их гнёзда чёрные и ценятся не так высоко. Специалисты полагают, что в 30 пещерах малайзийских штатов Сабах и Саравак, которые находятся на острове Калимантан, гнездятся около одного миллиона саланган, которые производят 150 тонн гнёзд в год стоимостью 350 млн долларов. 20 % гнёзд экспортируются в Гонконг и Сингапур, остальные потребляются китайцами в самой Малайзии.

## География обитания
Саланганы обитают в пещерах, в горах либо в городской местности в специально оборудованных под пещеры помещениях. До 1990-х гг. многие обитали в Индонезии, но постоянные пожары привели к их массовой миграции в более безопасную соседнюю страну — Малайзию.

## Размножение
Брачный сезон у саланган начинается в период с февраля по май. В это время у них выделяется наибольшее количество слюны, которая используется ими для построения гнёзд. Этот процесс занимает около 30—45 дней. В кладке обычно 2 яйца. Высиживание яиц занимает 3—4 недели, после чего птенцы вылупляются и проводят ещё от 45 до 60 дней в гнезде, прежде чем научатся летать. Они покидают свои дома рано утром в 5:30—6:30 и прилетают обратно к 19:15—19:30 часам. Некоторые возвращаются днём, чтобы накормить своих птенцов. Гнёзда строят обычно в ночное время.

## Употребление гнёзд в пищу

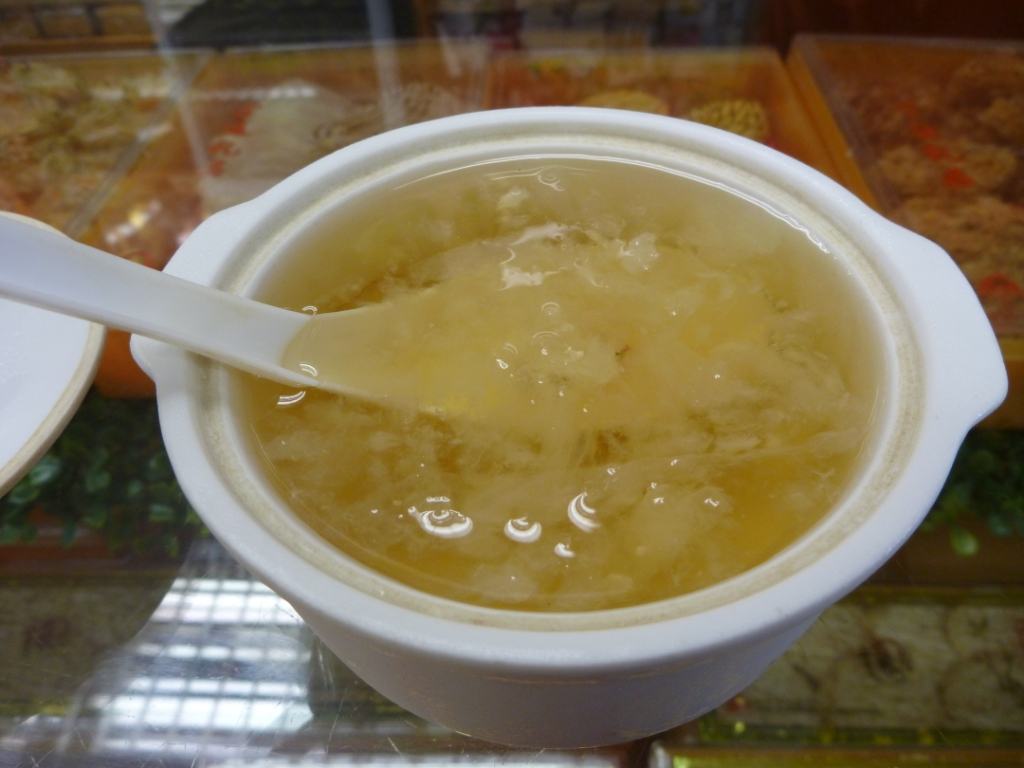
Суп из птичьих гнёзд

Начало потребления птичьих гнезд датируется 618—907 годами нашей эры, во времена правления династии Тан. На сегодняшний день главными потребителями птичьих гнезд являются Китай, Тайвань, Сингапур и Северная Америка. Индонезия является главным поставщиком в мире, число поставок которого сводится к 250—300 тоннам гнёзд в год, в то время как Малайзия поставляет лишь 25 тонн, но считается, что малайзийские гнёзда являются лучшими по своему качеству и полезному составу.
Суп из гнёзд (кит. упр. 燕窝, пиньинь yàn wō, палл. янь во) считается деликатесом в Китае, Вьетнаме и Малайзии. Суп имеет вид тягучей слизи и по консистенции напоминает кисель. Готовится на водяной бане.

## Состав
Согласно результатам некоторых исследований, съедобные птичьи гнёзда в основном состоят из белка (61,0—66,9 %) и углеводов (25,4—31,4 %). Кроме того, по тем же данным они содержат 15,9—31,6 мг/г незаменимых аминокислот и являются источниками кальция и магния.